# EuregioAIXpress
| euregioAIXpress in Aachen Hbf |             |                                  |                                  |
| Kursbuchstrecke (DB): | 480a        |                                  |                                  |
| Kursbuchstrecke: | L 37 / L 34 |                                  |                                  |
| Streckenlänge: | 59 km       |                                  |                                  |
| |             |                                  |                                  |
| Verlauf |             |                                  |                                  |
| \| \| 0 \| Aachen Hbf \| Aachen Hbf \| \| \| \| Staatsgrenze Deutschland/Belgien \| \| \| \| 10 \| Hergenrath \| Hergenrath \| \| \| 16 \| Welkenraedt \| Welkenraedt \| \| \| 22 \| Dolhain-Gileppe \| Dolhain-Gileppe \| \| \| 28 \| Verviers-Palais \| Verviers-Palais \| \| \| 29 \| Verviers Central \| Verviers Central \| \| \| 33 \| Pepinster \| Pepinster \| \| \| \| \| \| \| \| 34 \| Pepinster-Cité (2014–2023) \| Pepinster-Cité (2014–2023) \| \| \| 37 \| Juslenville (2014–2023) \| Juslenville (2014–2023) \| \| \| 38 \| Theux (2014–2023) \| Theux (2014–2023) \| \| \| 39 \| Franchimont (2014–2023) \| Franchimont (2014–2023) \| \| \| 45 \| Spa (2014–2023) \| Spa (2014–2023) \| \| \| 46 \| Spa-Géronstère (2014–2023) \| Spa-Géronstère (2014–2023) \| \| \| \| \| \| \| \| 38 \| Nessonvaux \| Nessonvaux \| \| \| 39 \| Fraipont \| Fraipont \| \| \| 41 \| Trooz \| Trooz \| \| \| 45 \| Chaudfontaine \| Chaudfontaine \| \| \| 48 \| Chênée \| Chênée \| \| \| 51 \| Angleur \| Angleur \| \| \| 54 \| Liège-Guillemins \| Liège-Guillemins \| \| \| 56 \| Liège-Carré \| Liège-Carré \| \| \| 59 \| Liège-Saint-Lambert \| Liège-Saint-Lambert \| |             |                                  |                                  |
| Kopfbahnhof Streckenanfang | 0           | Aachen Hbf                       | Aachen Hbf                       |
| Grenze |             | Staatsgrenze Deutschland/Belgien | Staatsgrenze Deutschland/Belgien |
| Haltepunkt / Haltestelle | 10          | Hergenrath                       | Hergenrath                       |
| Bahnhof | 16          | Welkenraedt                      | Welkenraedt                      |
| Haltepunkt / Haltestelle | 22          | Dolhain-Gileppe                  | Dolhain-Gileppe                  |
| Haltepunkt / Haltestelle | 28          | Verviers-Palais                  | Verviers-Palais                  |
| Bahnhof | 29          | Verviers Central                 | Verviers Central                 |
| Bahnhof | 33          | Pepinster                        | Pepinster                        |
| Verschwenkung nach rechts und ehemals nach links |             |                                  |                                  |
| Strecke · Haltepunkt / Haltestelle (Strecke außer Betrieb) | 34          | Pepinster-Cité (2014–2023)       | Pepinster-Cité (2014–2023)       |
| Strecke · Haltepunkt / Haltestelle (Strecke außer Betrieb) | 37          | Juslenville (2014–2023)          | Juslenville (2014–2023)          |
| Strecke · Bahnhof (Strecke außer Betrieb) | 38          | Theux (2014–2023)                | Theux (2014–2023)                |
| Strecke · Haltepunkt / Haltestelle (Strecke außer Betrieb) | 39          | Franchimont (2014–2023)          | Franchimont (2014–2023)          |
| Strecke · Bahnhof (Strecke außer Betrieb) | 45          | Spa (2014–2023)                  | Spa (2014–2023)                  |
| Strecke · Haltepunkt / Haltestelle Streckenende (Strecke außer Betrieb) | 46          | Spa-Géronstère (2014–2023)       | Spa-Géronstère (2014–2023)       |
| Verschwenkung nach links |             |                                  |                                  |
| Haltepunkt / Haltestelle | 38          | Nessonvaux                       | Nessonvaux                       |
| Haltepunkt / Haltestelle | 39          | Fraipont                         | Fraipont                         |
| Haltepunkt / Haltestelle | 41          | Trooz                            | Trooz                            |
| Haltepunkt / Haltestelle | 45          | Chaudfontaine                    | Chaudfontaine                    |
| Haltepunkt / Haltestelle | 48          | Chênée                           | Chênée                           |
| Haltepunkt / Haltestelle | 51          | Angleur                          | Angleur                          |
| Bahnhof | 54          | Liège-Guillemins                 | Liège-Guillemins                 |
| Haltepunkt / Haltestelle | 56          | Liège-Carré                      | Liège-Carré                      |
| Kopfbahnhof Streckenende | 59          | Liège-Saint-Lambert              | Liège-Saint-Lambert              |

Der euregioAIXpress ist eine deutsch-belgische, über die Bahnstrecken Aachen–Lüttich (Linie 37) und Lüttich–Hasselt (Linie 34) verkehrende Zugverbindung. Der Namensteil AIXpress (ausgesprochen wie Express) kommt von einem Wortspiel mit der Bezeichnung Aachens (französisch Aix-la-Chapelle) und dem Wort „Express“. In Deutschland wurde die Linie bis Dezember 2024 als Regional-Express unter der Linienbezeichnung RE 29 geführt. In Belgien gehörte die Linie schon seit dem 10. Dezember 2023 zur S-Bahn Lüttich, seit Dezember 2024 trägt sie in beiden Ländern die Bezeichnung S 41 und verkehrt zwischen Aachen Hbf und Lüttich-St-Lambert. Die Fahrzeit beträgt 74 Minuten.
Mit dem Maas-Wupper-Express (RE 13), Dreiländerzug (RE 18), Rhein-IJssel-Express (RE 19), Westmünsterland-Bahn (RB 51), Wiehengebirgs-Bahn (RB 61) und Euregio-Bahn (RB 64) gibt es in Nordrhein-Westfalen sechs weitere internationale Regionalzuglinien.

## Geschichte
Ein Jahr vor Aufnahme des Hochgeschwindigkeitsverkehrs auf der Schnellfahrstrecke Köln–Aachen wurde Ende 2002 die mehrmals täglich fahrende Schnellzug- bzw. InterCity-Verbindung von Köln über Aachen, Lüttich und Brüssel nach Ostende eingestellt. Auf dem Abschnitt zwischen Aachen und Lüttich waren die Züge dieser Linie die einzigen mit regulären Fahrkarten nutzbaren Züge, zudem im Unterschied zu den Thalys ohne Reservierungspflicht und mit Fahrradmitnahme. Die durch den Wegfall dieser Verbindungen entstehende Lücke füllen seit Dezember 2002 die Züge des euregioAIXpress. Eine Fahrt von Köln nach Ostende erfordert heute ein- bis zweimaliges Umsteigen.

### Verlegung nach Spa
Zum Fahrplanwechsel im Dezember 2014 wurde der Zuglauf des euregioAIXpress ab dem Bahnhof Pepinster auf die Bahnstrecke Pepinster–Spa (L 44) nach Spa-Géronstère verlegt und auf einen Stundentakt verdichtet. Gleichzeitig wurden die Züge in Belgien in eine Regionalbahn-Verbindung (französisch train local, niederländisch lokale trein) umgewandelt. Genau genommen wurde die vorherige belgische InterRegio-Linie IR q, die bisher Lüttich mit Aachen verband, eingestellt und stattdessen die bis dato nur innerbelgisch verkehrende Linie L 09 Spa–Verviers bis Aachen verlängert. Im Bahnhof Welkenraedt hatte der euregioAIXpress einen bahnsteiggleichen Anschluss an die innerbelgischen Intercity 01 zwischen Eupen und Ostende über Lüttich und Brüssel, welche bis Lüttich die zuvor bediente Relation übernahmen.

### Rückverlegung nach Lüttich
Mit dem Fahrplanwechsel am 10. Dezember 2023 wurden die Linienäste des RE29 westlich von Verviers zwischen der L09 nach Spa-Géronstère und der S41 nach Liège-Saint-Lambert getauscht. Somit verkehrt der RE 29 wieder durchgehend von Aachen nach Lüttich, diesmal jedoch mit Halt an allen Unterwegsstationen. Auch der Fahrzeugeinsatz wurde angepasst. Die Fahrplanlage ab Aachen verschob sich um etwa 30 Minuten. Die Intercity-Linie 01 verkehrt weiterhin, aufgrund der neuen Fahrzeiten wird dieser Anschluss jedoch nicht mehr in Welkenraedt, sondern in Liège-Guillemins erreicht. Seit Fahrplanwechsel 2024 heißt die Linie auch auf deutscher Seite S 41.

## Angebot

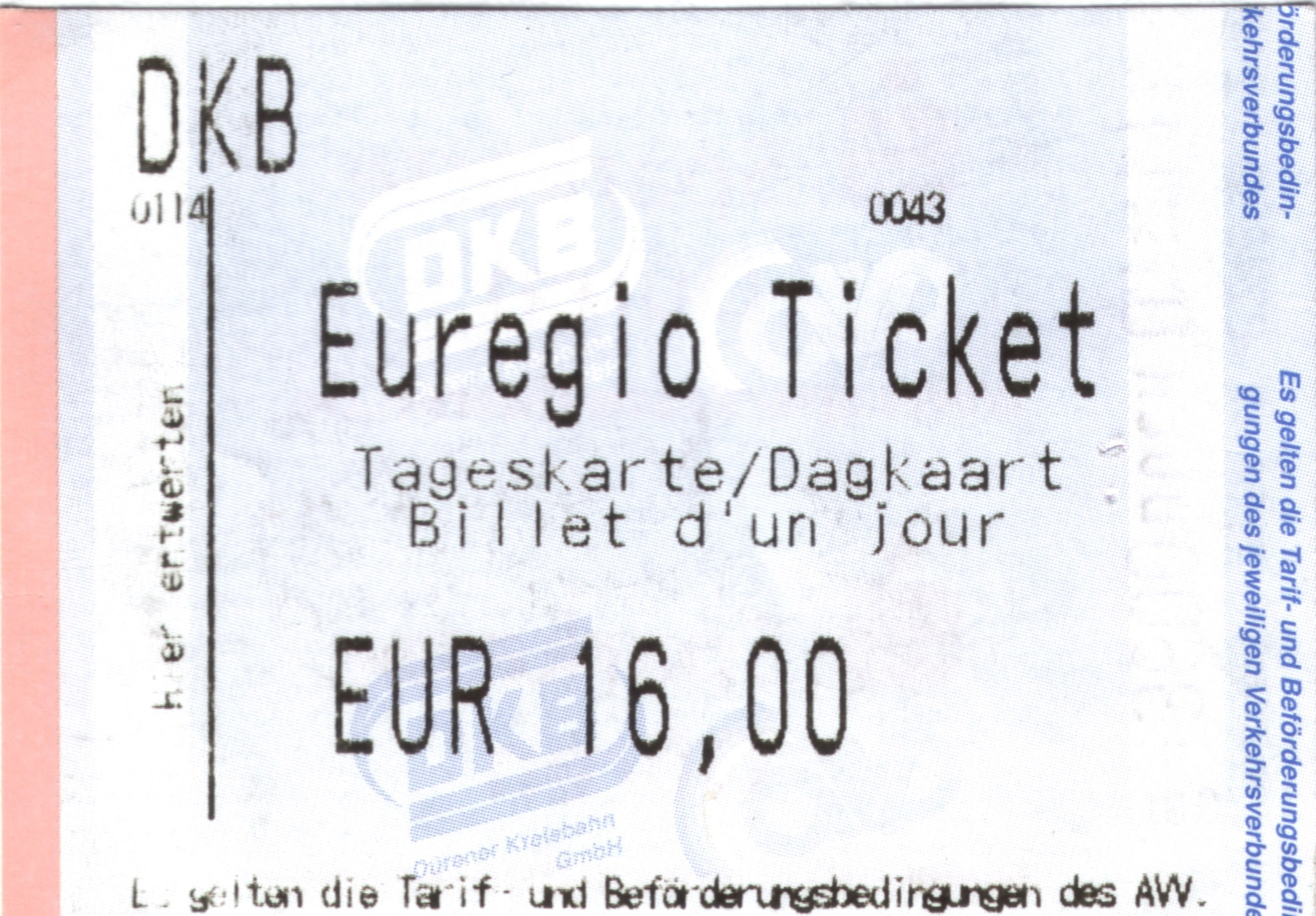
Das „Euregio-Ticket“, ein internationales Ticket der Dreiländerregion

Eisenbahn im Grenzland

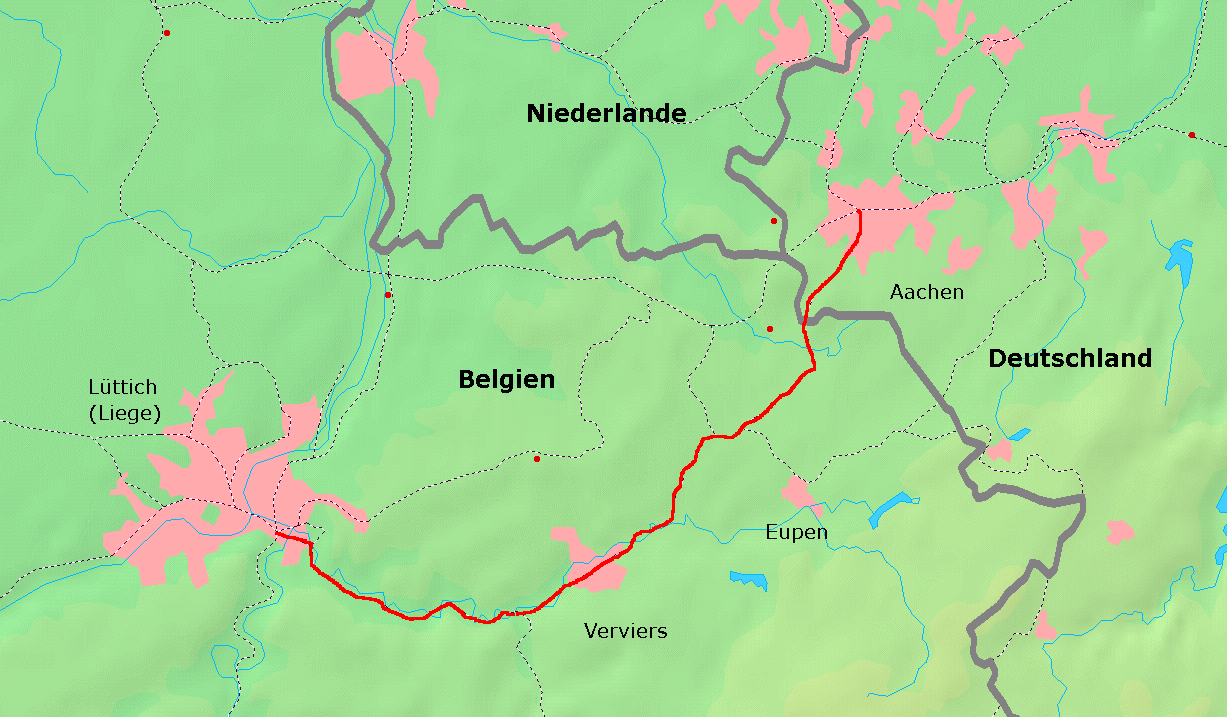
Strecke des euregioAIXpress (2002–2014, sowie seit 2023)

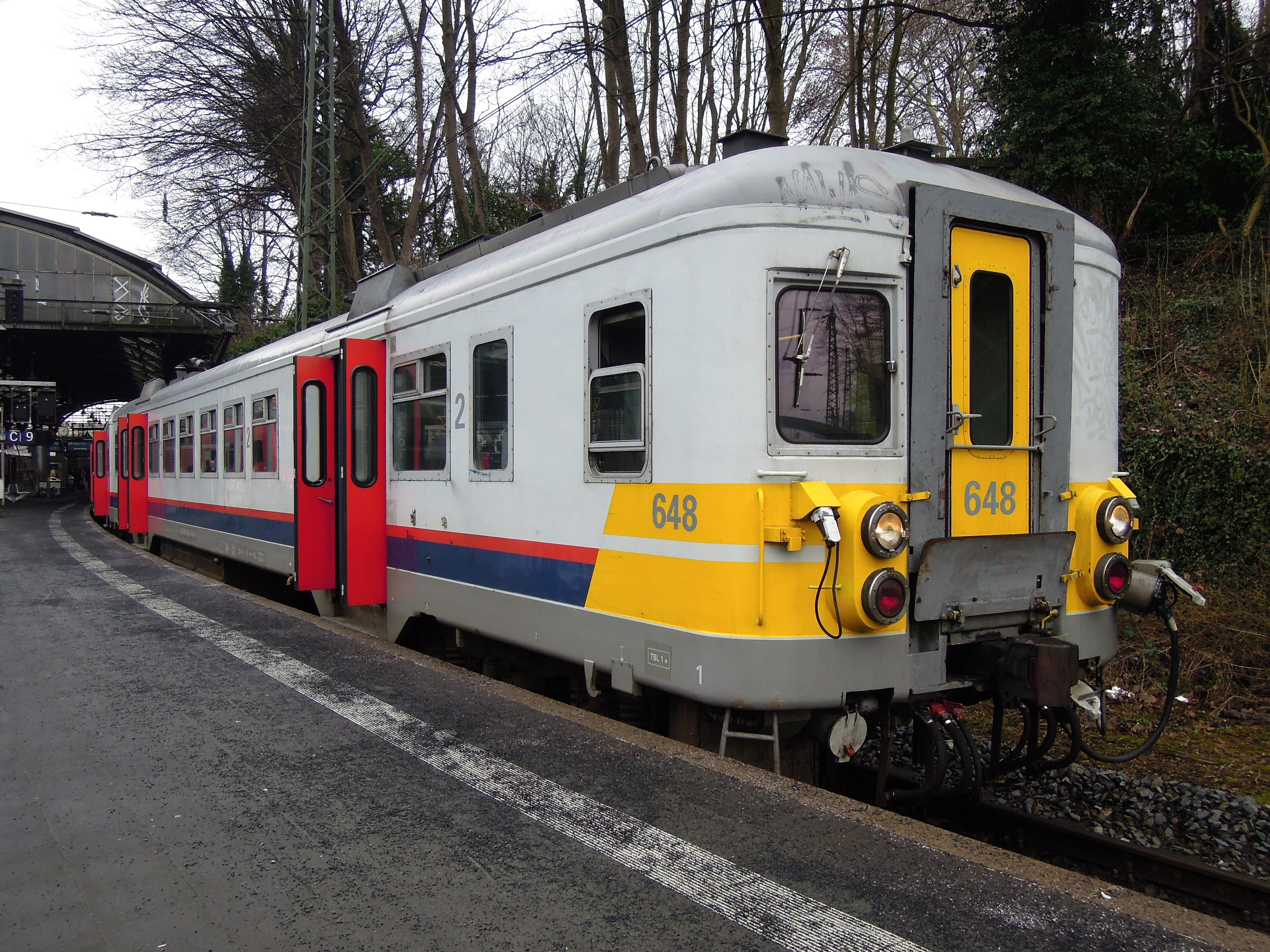
Eingesetzter Elektrotriebwagen bis Ende 2023

Der euregioAIXpress verkehrt täglich im Stundentakt zwischen 5 und 21 Uhr ab Lüttich und hält an allen Zwischenstationen.
Der Schienenpersonennahverkehr wird von der Nationalen Gesellschaft der Belgischen Eisenbahnen (NMBS/SNCB) durchgeführt. Seit dem Fahrplanwechsel im Dezember 2023 kommen Lokomotiven der belgischen Baureihe 18, ausgerüstet mit ETCS-Fahrzeuggeräten und vier l11-Wagen zum Einsatz. Unter den Wagen ist jeweils ein Wagen mit erster Klasse und ein Steuerwagen. Die Züge fahren unter 3000 Volt Gleichspannung bis in den Bahnhof Aachen Hauptbahnhof auf die Gleise 6 bis 9. Diese bilden eine Systemtrennstelle; sie können zwischen der belgischen Fahrleitungsspannung von 3 kV Gleich- und der deutschen von 15 kV Wechselspannung umgeschaltet werden. Eine für das Fahrplanjahr 2025 angedachte Ausweitung der Betriebszeiten konnte nicht umgesetzt werden, da der Betreiber SNCB nicht über genügend Fahrzeugressourcen verfügt.
Von 2002 bis 2023 wurden belgische elektrische Gleichstromtriebwagen der Reihe AM 62-79 eingesetzt.

## Zukunft
Der Zweckverband Nahverkehr Rheinland (NVR) plante, die derzeit in Welkenraedt endende belgische Linie IC 12 aus Kortrijk, Gent und Brüssel statt der L 09 nach Aachen Hauptbahnhof verkehren zu lassen. Damit bestünde erstmals seit 2002 eine direkte, nahverkehrsähnliche Verbindung zwischen Nordrhein-Westfalen und Brüssel. Die IC12 verkehrt jedoch aktuell ausschließlich werktags sowie die erste und letzte Fahrt wurde über Brügge bis nach Ostende verlängert. Die Deutschsprachige Gemeinschaft Belgiens (DG) wünscht jedoch eine Verlängerung bis zum Bahnhof Eupen, um so zusammen mit dem IC 01 (Eupen-Ostende) einen 30-Minuten-Takt zu erreichen. Somit ist ein Tausch fraglich und dieser war ursprünglich für den Fahrplanwechsel im Dezember 2017 geplant, wurde jedoch nicht umgesetzt. Frühestens Ende 2019 wollten der NVR und die belgische Staatsbahn eine Absichtserklärung zur Verbesserung des grenzüberschreitenden Nahverkehrsangebots unterzeichnen. Diese sollte in eine Machbarkeitsstudie zur Weiterentwicklung des Angebots münden. Dabei war ein Stufenkonzept angedacht, das erst eine Durchbindung von belgischen IC-Zügen bis Aachen und später bis Köln vorsah. Belgische Gleichstromtriebfahrzeuge können voraussichtlich nur noch bis 2025 bis Aachen verkehren, da die Systemtrennstelle von Aachen Hauptbahnhof auf die freie Strecke nach Hergenrath verlegt werden soll. Außerdem tritt im gleichen Jahr die verpflichtende Ausrüstung mit dem ETCS in Kraft.